# Adriano De Zan
(Gentili signore e signori, buongiorno, Adriano De Zan)
Adriano De Zan, all'anagrafe Adriano Antonio Carlo Dezan (Roma, 20 maggio 1932 – Milano, 24 agosto 2001), è stato un giornalista, telecronista sportivo e conduttore televisivo italiano.

## Biografia
Figlio di artisti, attori e cantanti di operetta, il veneziano Enrico Dezan e la napoletana Maria Mascagno, trascorre l'infanzia spostandosi da un luogo all'altro. Nato a Roma, viene battezzato a Palermo, poi vive a Bologna, poi si sposta con la famiglia a Montecatini Terme, e infine approda adolescente a Milano. Terminato il liceo scientifico, si iscrive alla Bocconi, Economia.

### Carriera
Durante il primo anno di facoltà nel 1953 incontra a Torino, durante un'esibizione del padre a teatro, il telecronista Carlo Bacarelli, che gli propone l'entrata nella neonata Rai. De Zan accetta e intraprende la carriera di telecronista di ciclismo nel 1954, accompagnato da Nicolò Carosio, nell'edizione di quell'anno della Milano-Sanremo.
Dotato di grandissima esperienza, conoscenza della storia del ciclismo e senso del ritmo, riusciva spesso ad accompagnare le tappe, nei momenti di minor interesse, con aneddoti suggestivi. Impareggiabili le conduzioni accanto a Davide Cassani negli ultimi anni di attività.
Tra i momenti più toccanti delle sue telecronache le vittorie di tappa di Marco Pantani al Tour de France e la sfortunata tappa del 1995, sempre al Tour, in cui perse tragicamente la vita Fabio Casartelli. In quest'ultima occasione, vinto dallo sconforto e con la voce rotta dal pianto, dovette lasciare il microfono all'allora commentatore tecnico Vittorio Adorni. Dopo la sua scomparsa, Mario Cipollini, per onorarne la memoria, corse e vinse una tappa del Giro d'Italia con una sua foto posta tra la propria testa e il caschetto. Caratteristico era inoltre l'incipit di ogni sua telecronaca:
Le principali conduzioni:

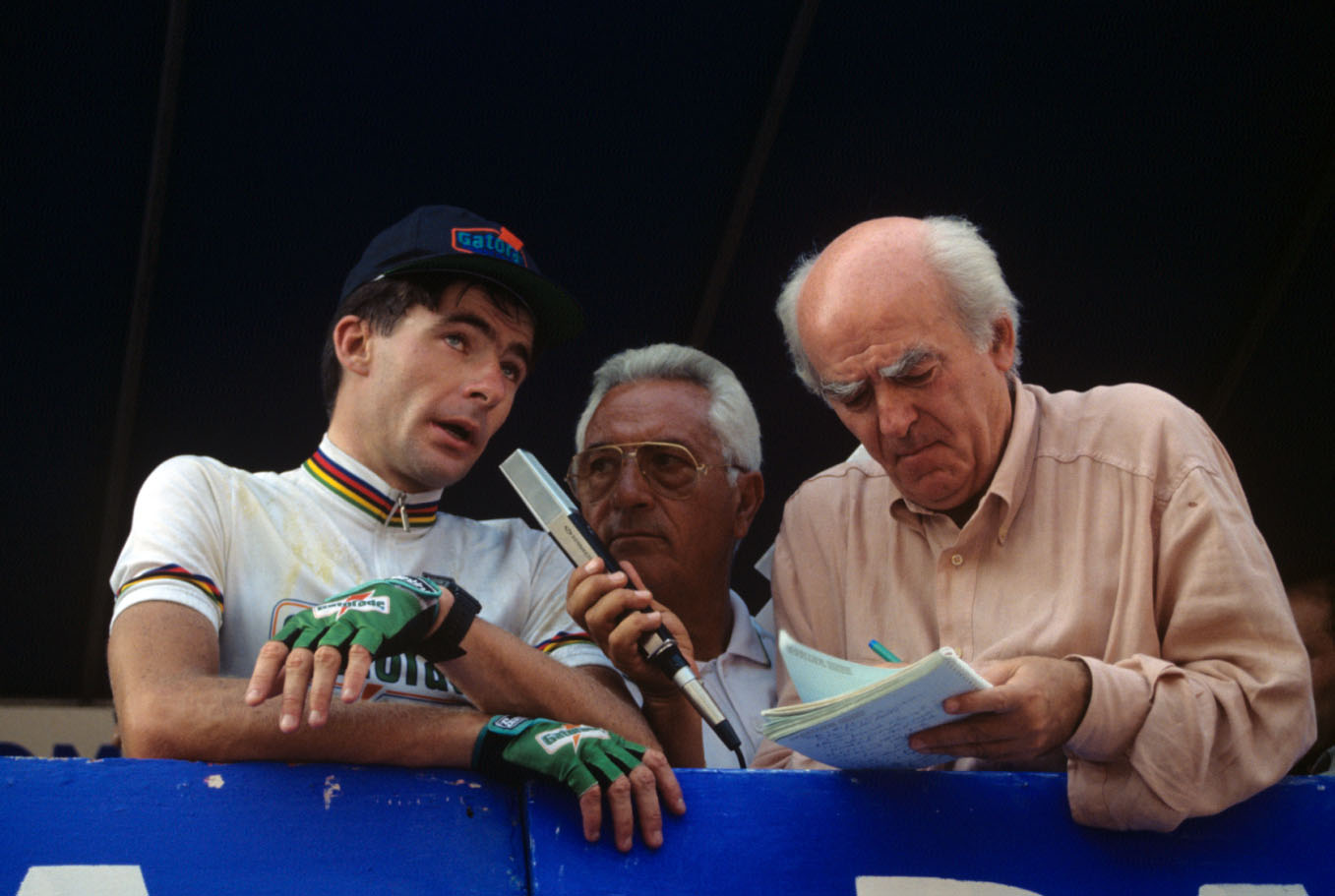
De Zan (al centro) intervista Gianni Bugno al Giro del Lazio del 1992

- nel 1955 diviene il telecronista ufficiale del Giro d'Italia, che seguirà fino al 2000;
- nel 1964 inizia a seguire il Tour de France, del quale sarà il telecronista fino al 1999;
- 6 edizioni della Domenica Sportiva, dal 1976 al 1983.

### Ultimi anni
Dal 1993 al 1997 il Giro d'Italia viene trasmesso dalle reti Mediaset, e le telecronache sono curate dal figlio Davide, anche lui telecronista e giornalista sportivo. 
Nel 2000 De Zan esce dalla Rai, diventandone collaboratore esterno, sostituito nella conduzione delle telecronache prima da Auro Bulbarelli e in seguito da Francesco Pancani.
Malato di leucemia, muore al policlinico di Milano, nel 2001. Il funerale viene celebrato nella chiesa di Santa Maria delle Grazie al Naviglio. Il corpo viene tumulato in un colombaro del cimitero di Lambrate, assieme alle ceneri dei genitori.

## Opere
- Gentili signore e signori, buongiorno, con Pier Augusto Stagi, Baldini Castoldi Dalai Editore, 1999.